# Osedax
Osedax är ett släkte av ringmaskar. Osedax ingår i familjen skäggmaskar.
Arter enligt Catalogue of Life:
- Osedax frankpressi
- Osedax mucofloris
- Osedax rubiplumus

Enligt andra verk är omkring 30 arter beskrivna.
Släktets medlemmar kan omsätta ben av döda ryggradsdjur som fiskar och valar. Maskarna skapar därför en frätande vätska. Honor kan bli lika långa som ett lillfinger och hanar är nästan osynliga.

## Bildgalleri

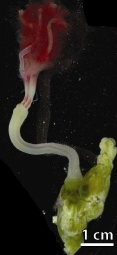
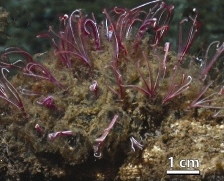